# اللوبي المصري في الولايات المتحدة
اللوبي المصري في الولايات المتحدة عبارة عن مجموعة من المحامين وشركات العلاقات العامة وجماعات الضغط المهنية التي تدفع لها الحكومة المصرية أموالها مباشرة للضغط على الجمهور وحكومة الولايات المتحدة لصالح الحكومة المصرية.
الهدف الرئيسي لجماعات الضغط المصرية هو تأمين تخصيص كبير للمساعدات الخارجية، وقد ذهبت أكثر من 50 مليار دولار من المساعدات الأمريكية إلى مصر منذ عام 1975.  ووفقا لـ "بروبابليكا"، فإن هذا الكم الهائل من المساعدات الأمريكية "مكن" الحكومة المصرية من تأجيل الإصلاح الديمقراطي.
وفقًا لـ بروبابليكا، احتلت مصر في الفترة 2007-2008 المرتبة السادسة في قائمة عدد الاجتماعات بين جماعات الضغط لصالح الحكومات الأجنبية وأعضاء الكونجرس.
حقق ثلاثة من أبرز أعضاء جماعات الضغط في عام 2010 وه:، توني بوديستا وروبرت إل ليفينغستون وتوبي موفيت، نجاحًا كبيرًا نيابة عن الحكومة المصرية من خلال إقناع أعضاء مجلس الشيوخ الأمريكي بوقف تمرير مشروع في مجلس الشيوخ يدعو مصر إلى "الحد من انتهاكات حقوق الإنسان"، ويعود الفضل في نجاحهم إلى التغاضي عن الانتهاكات التي أدت إلى الثورة المصرية عام 2011 . في حملة الضغط، قال عضو الكونجرس السابق من ولاية كونيتيكت توبي موفات لزملائه السابقين إن مشروع القانون "سيُنظر إليه على أنه إهانة" وأنه سيكون من الخطأ إهانة حليف مهم. وقال: "كنا نقول لهم فقط: لا تفعلوا هذا الآن بأصدقائنا في مصر". وفي أعقاب خلع الرئيس مبارك، واصل بوديستا وموفات وليفينغستون الاشتراك في "عقد (ضغط) مشترك بملايين الدولارات مع مصر". 